# Ambroży Saczko
Ambroży Saczko herbu Wręby – podczaszy nowogrodzkosiewierski w 1624 roku, podczaszy czernihowski w latach 1623–1633, wojski drohicki w latach 1615–1624.
Miał syna Stefana.